# Cyklistická trasa 6172
Cyklistická trasa 6172 je značená cyklistická trasa IV. třídy v okrese Přerov v Olomouckém kraji na střední Moravě, která spojuje města Potštát a Lipník nad Bečvou.

## Historie a popis
Trasa začíná v turistického rozcestníku Potštátu u silnice II/441 ve Vítkovské vrchovině a pokračuje Oderskými vrchy přibližně jihovýchodním směrem přes Padesát Lánů, kde se krátkým úsekem překrývá s naučnou stezkou Potštátské skalní město a červeně značenou turistickou trasou a také kopíruje zeleně značenou turistickou trasu. U turistického přístřešku Padesát Lánů se stáčí k jihu, překračuje Bradelný potok a pokračuje k turistickému přístřešku Bradelný potok až do Středolesí (místní část města Hranice VII) pod kopcem Studená (625 m n. m.), který je nejvyšším kopcem okresu Přerov. Další trasa vede jihovýchodním směrem a posléze opouští zelenou turistickou značku a směřuje do Uhřínova (místní část města Hranice IX) a pak jižně k hájence a osadě V Žabníku nedaleko Žabnického vodopádu v Podhoří. Následně podjíždí dálnici D1 a směřuje do Bečevské brány a přibližně jihovýchodně do Milenova, kde se stáčí přibližně jihovýchodo-východním směrem nad osadu Dolní Mlýny a objíždí kopec Nad Doly (318 m n. m.). Pokračuje kolem potoka Jezernice do vesnice Jezernice. Z Jezernice pokračuje přibližně jihovýchodo-východním směrem přes osadu Benátky, podjíždí silnici II/47 a podél železniční trati 271 (Druhý železniční koridor) vede až k ulici Loučská v Lipníku nad Bečvou.

### Kilometráž a navazující cyklostezky
Stezka má délku 18,7 km.
| Místo                             | km   | Navazující cyklotrasy      |
| --------------------------------- | ---- | -------------------------- |
| Potštát                           | 0    | 6224, 6226                 |
| Středolesí                        | 4,6  | 6173                       |
| Uhřínov                           | 6,5  | 6241                       |
| V Žabníku                         | 8,6  | 6058, 6241                 |
| Milenov (obecní úřad)             | 10,6 | 6060                       |
| Jezernice (turistický rozcestník) | 15,2 | 5 - Jantarová stezka, 6241 |
| Lipník nad Bečvou                 | 18,7 | 6059, 6241                 |

## Další informace
Cyklistická trasa 6172 je celoročně volně přístupná a navazuje na další turistické trasy a cyklotrasy v okolí.

## Galerie

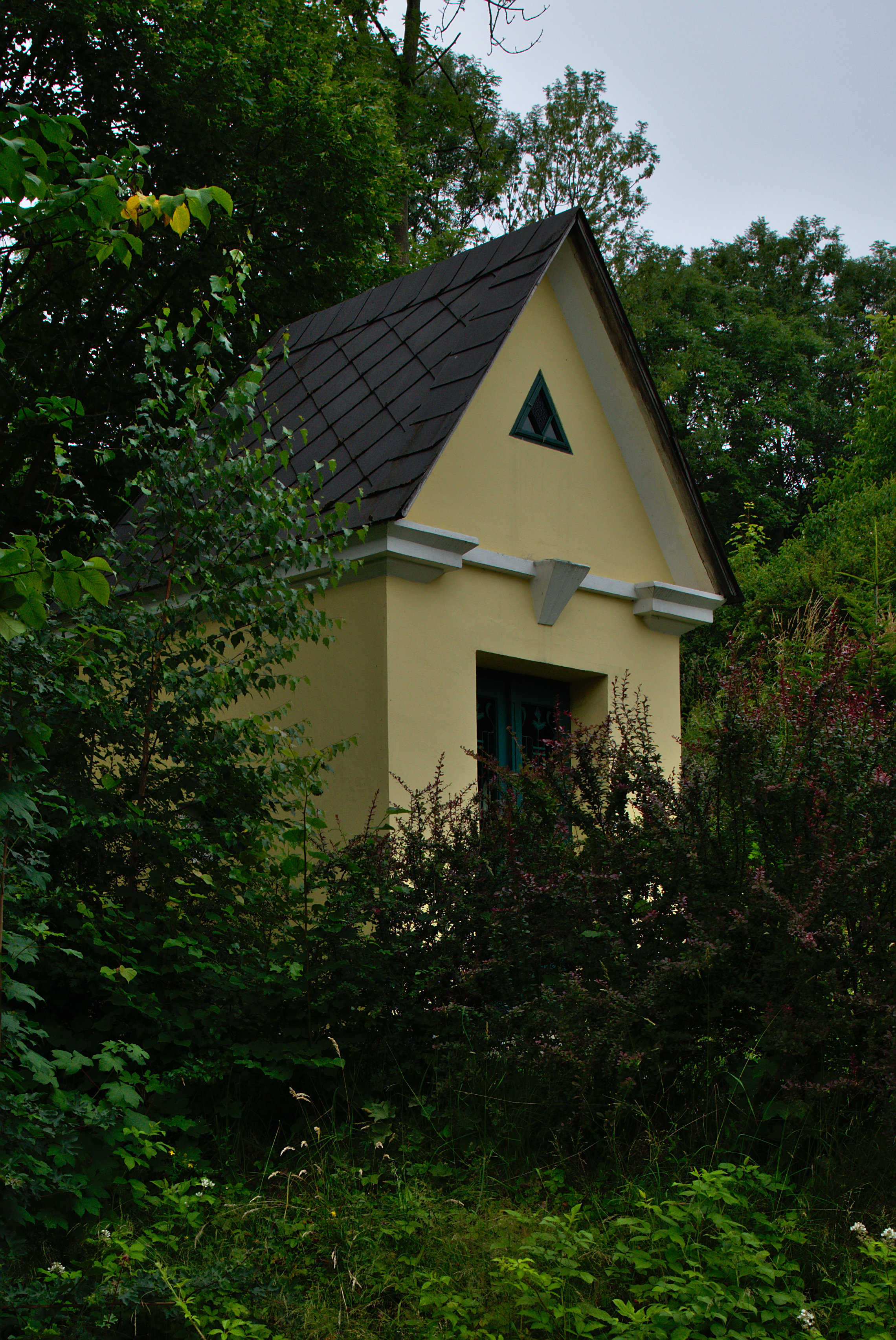
Padesát Lánů
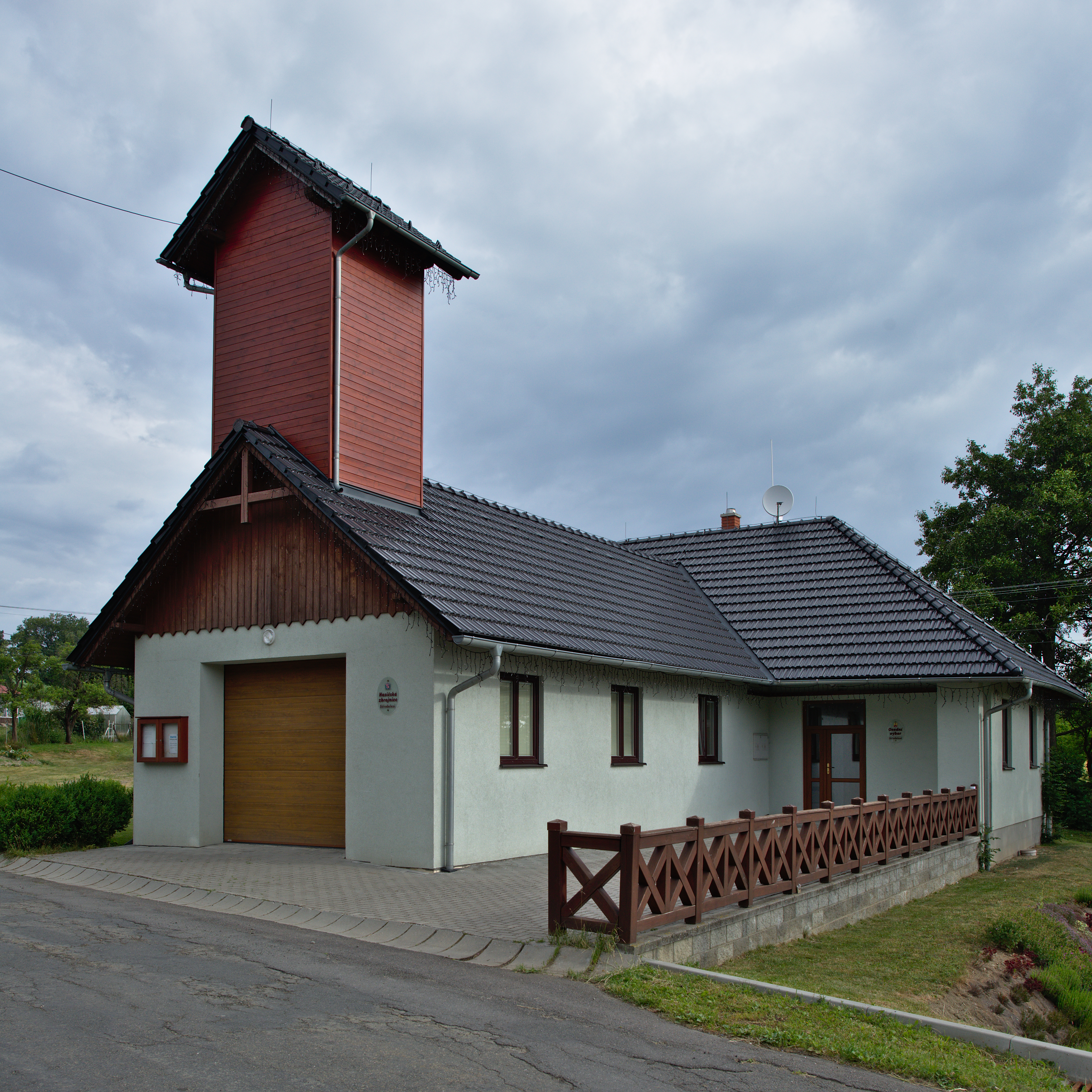
Středolesí
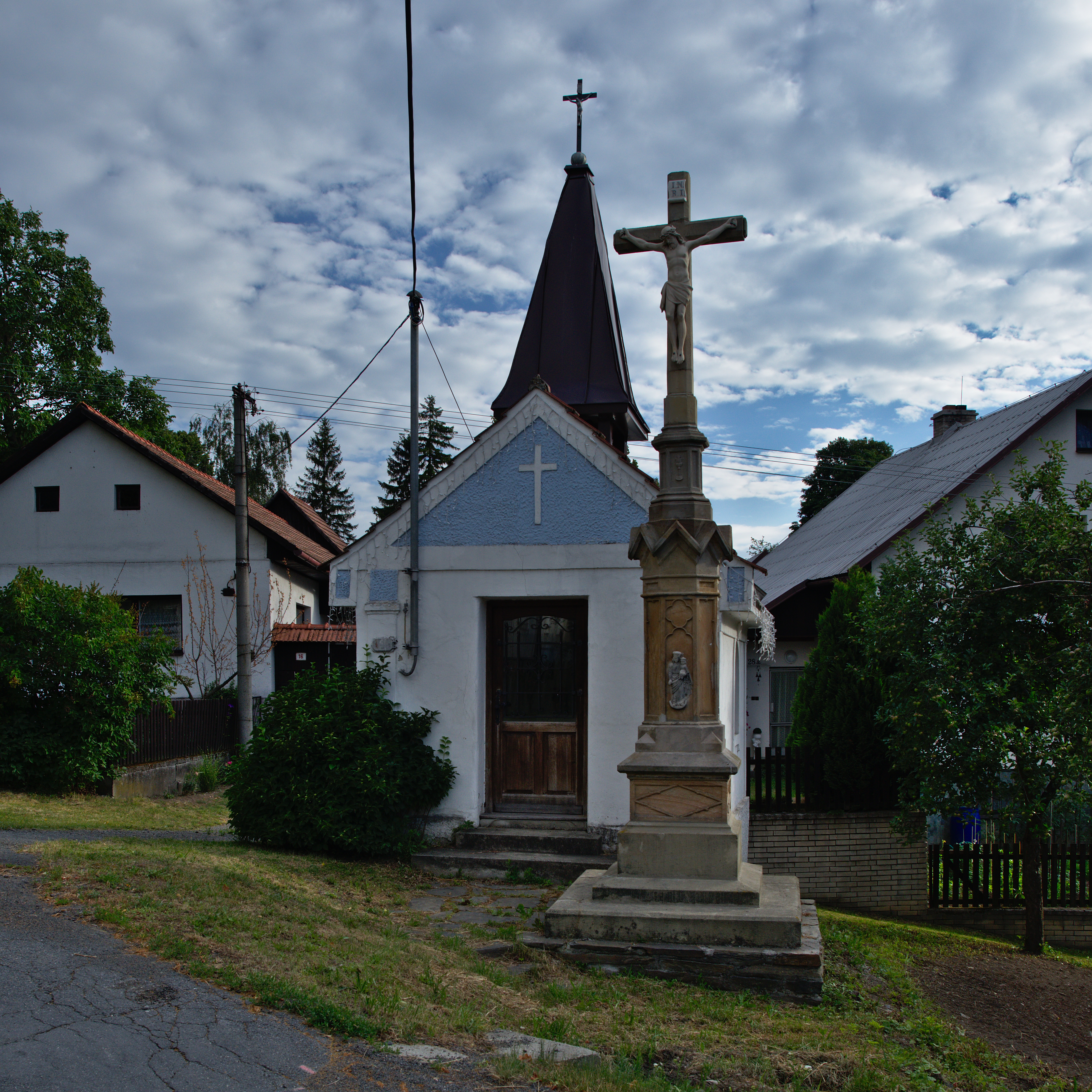
Uhřínov
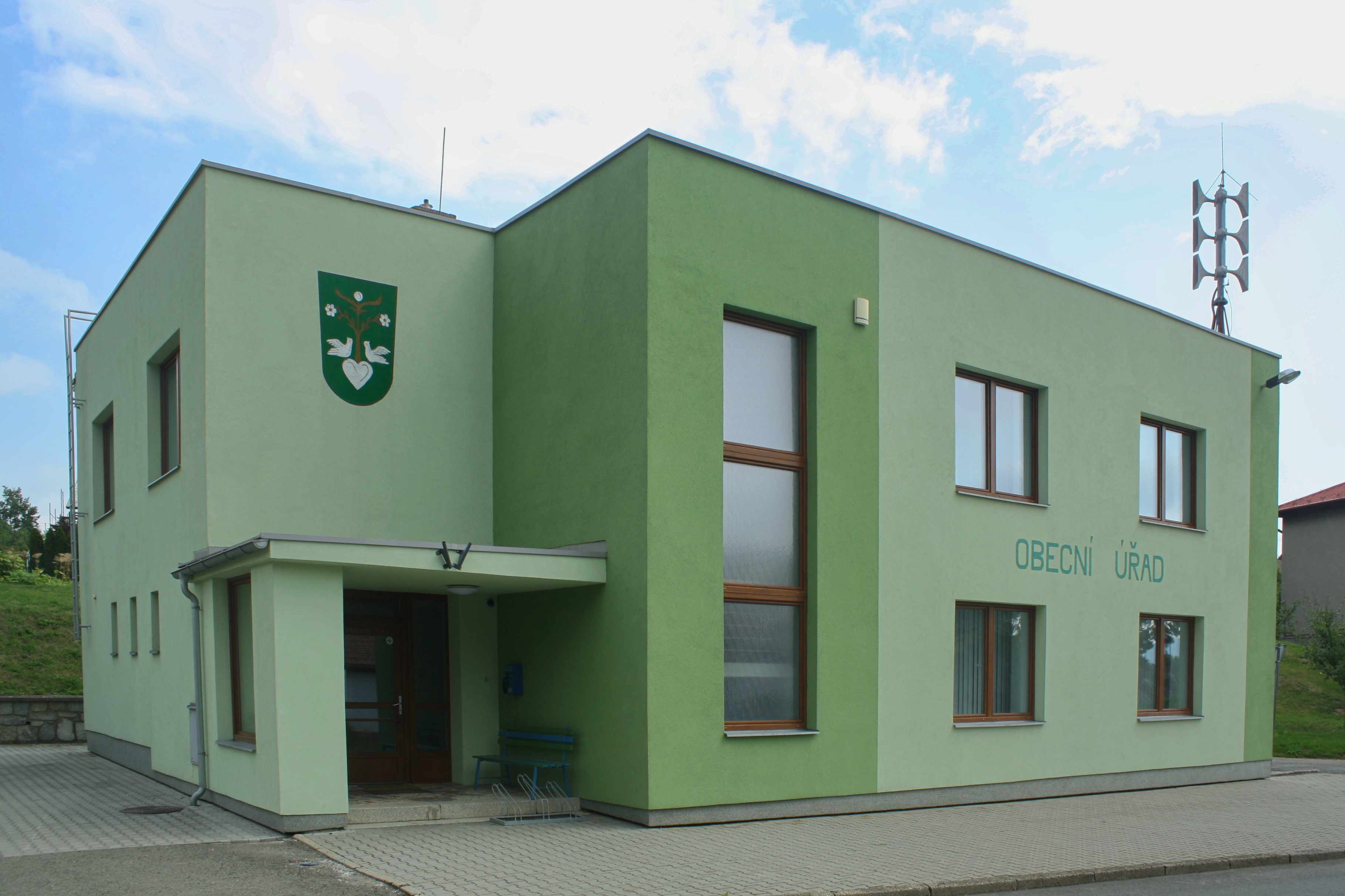
Milenov
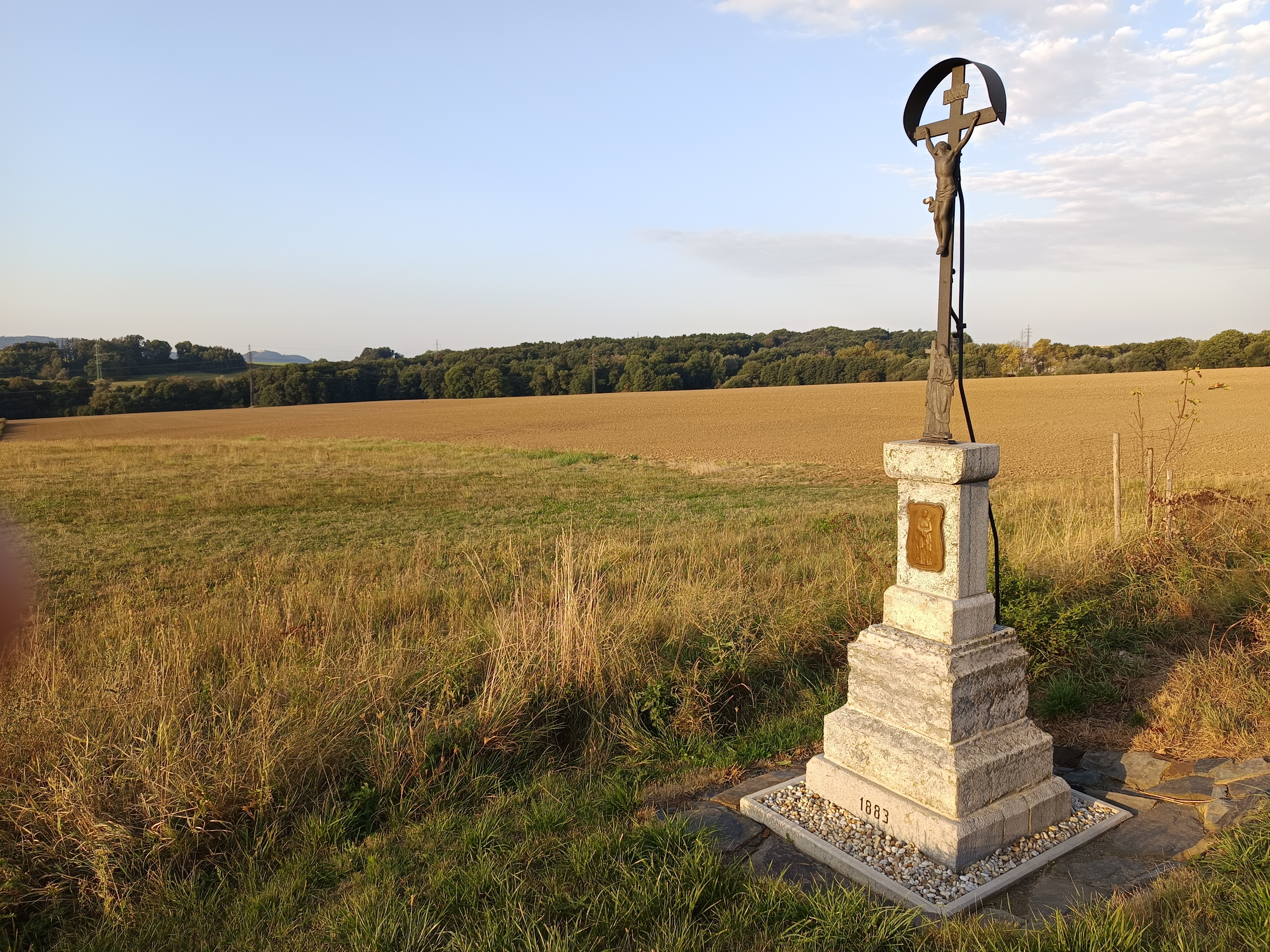
Milenov
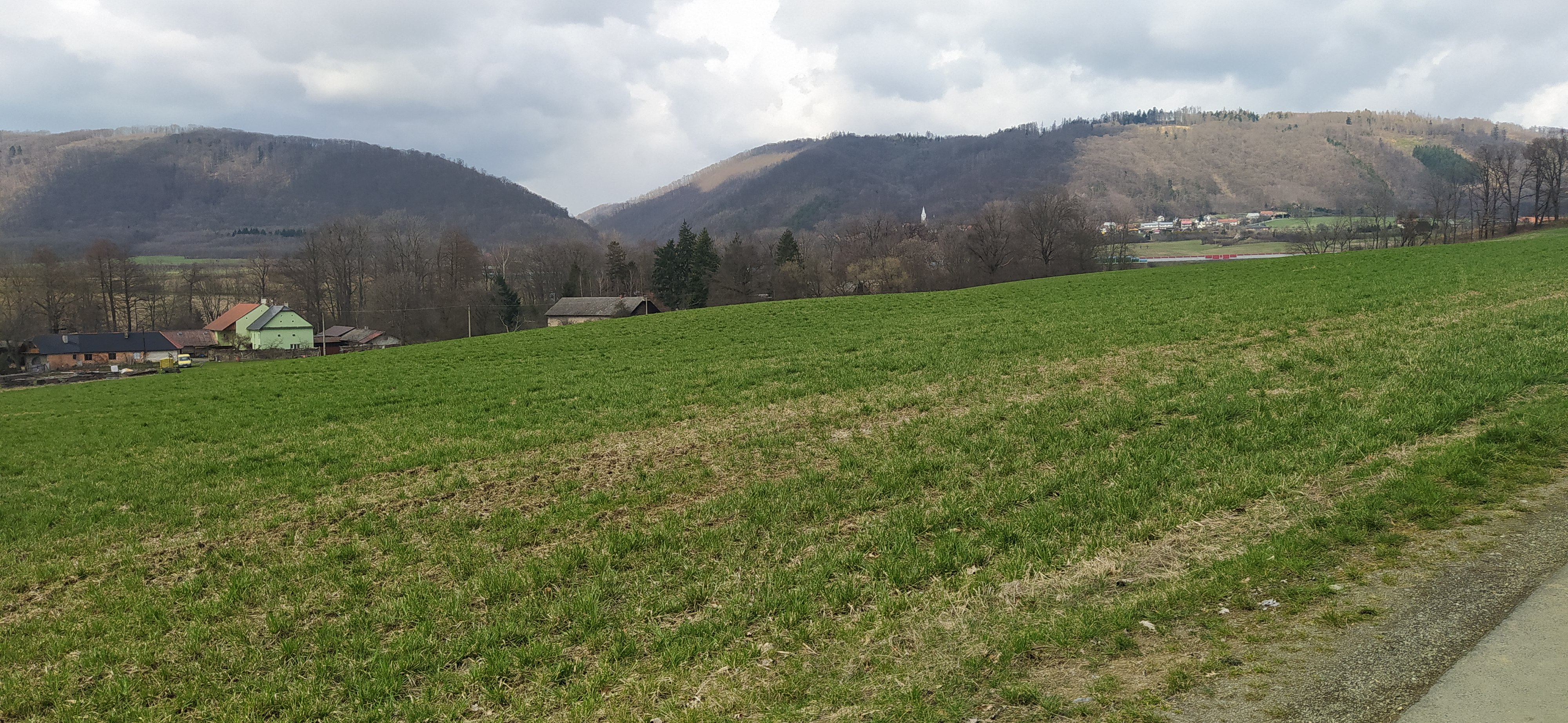
Nad Dolními Mlýny